# Wilacin
Wilacin (biał. Веляцін, Wielacin, ros. Велетин, Wieletin) – wieś na Białorusi, w obwodzie homelskim, w rejonie chojnickim, w sielsowiecie Posielicze. W 1921 roku znajdowały się w niej 33 budynki. Na południe od niej znajdowały się cmentarz i młyn. 20 maja 2010 roku w skład Wilacina zostało włączone terytorium zlikwidowanej wsi Karpiłówka.